# 卢瓦 (马恩省)
卢瓦（法語：Louvois，法語發音：[luvwa]）是法国马恩省的一个旧市镇，属于埃佩尔奈区。2016年，卢瓦与市镇托克西耶尔-米特里合并为新市镇瓦勒德利夫尔。

## 地理
卢瓦（49°6'4"N, 4°6'57"E）面积12.17 平方千米，位于法国大東部大區马恩省，该省份为法国东北部内陆省份，北起阿登省，西北接埃纳省，西南接塞纳-马恩省，南至奥布省，东南接上马恩省，东临默兹省。
与卢瓦接壤的市镇（或旧市镇、城区）包括：马伊香槟、昂博奈、布济、吕德、韦尔泽奈、韦尔济、塞尔沃城。
卢瓦的时区为UTC+01:00、UTC+02:00（夏令时）。

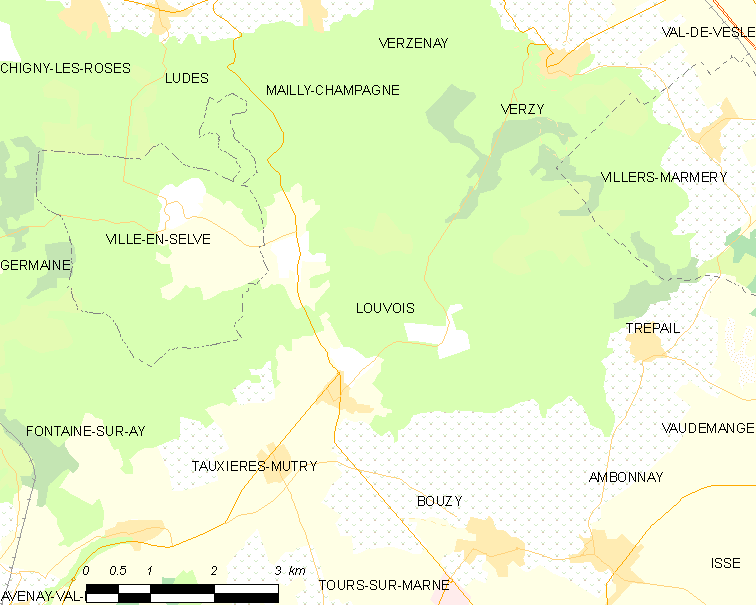
卢瓦的OSM定位图

## 行政
卢瓦的邮政编码为51150，INSEE市镇编码为51331。

## 政治
卢瓦所属的省级选区为埃佩尔奈第一县。

## 人口

1962-2008年间卢瓦人口变化图示

卢瓦于2018年1月1日时的人口数量为335人。